# Copaifera canime
Copaifera canime är en ärtväxtart som beskrevs av Hermann August Theodor Harms. Copaifera canime ingår i släktet Copaifera, och familjen ärtväxter. Inga underarter finns listade i Catalogue of Life.